# Club Baloncesto Salamanca
El Club Baloncesto Salamanca fue un club de baloncesto de la ciudad de Salamanca, fundado en junio de 1993 y desaparecido tres temporadas después al vender su plaza en la liga ACB al CB Granada.
La misma temporada de su fundación la 93-94 ocupa la plaza del Askatuak de San Sebastián en la Primera División, logrando el ascenso a la liga ACB, máxima categoría del baloncesto español, tras ganar en los playoffs definitivos al Club Baloncesto Canarias, en el Ríos Tejera (Tenerife), tras el empate a 2 que se produjo en el Würzburg, la cancha salmantina donde jugaba sus partidos como local.
Debuta en la liga ACB en la temporada 94-95, terminando la temporada con apuros, en la posición 16.ª del campeonato.
La temporada siguiente mejora bastante y tras terminar la liga en la 9.ª posición, consigue clasificarse para jugar competición europea (Copa Korac).
Además, quedó campeón de la Copa de Castilla y León de baloncesto en 1994 y subcampeón en 1995.
Tras esa exitosa temporada, la plaza del C.B. Salamanca en la ACB es vendida al C.B. Granada, desapareciendo así el baloncesto de máximo nivel en categoría masculina en la ciudad salmantina hasta hoy en día. Todo ello contrasta con la categoría femenina, donde Salamanca cuenta con uno de los mejores equipos y con más afición de todo el país, el Perfumerías Avenida.

## Palmarés
Nacional
- 1993-94 Primera División : 2 y ascenso
- 1994-95 Liga ACB : 16
- 1995-96 Liga ACB : 9

Internacional
- Nunca ha participado en ninguna edición de las competiciones internacionales (se clasificó pero vendió su plaza)

- Datos: Q5009387
- Multimedia: Club Baloncesto Salamanca / Q5009387